# Umberto Eusepi
Umberto Eusepi (Tivoli, 9 gennaio 1989) è un calciatore italiano, attaccante della Sambenedettese.

## Caratteristiche tecniche
Punta che mostra freddezza sottoporta, alla potenza nel tiro abbina anche delle buone qualità tecniche e balistiche.

## Carriera

### Club
I primi calci a un pallone li tira nelle formazioni Pulcini ed Esordienti dell'Agosta, squadra della provincia romana, suo paese natale. Approda successivamente alle giovanili della Lazio. Nel gennaio 2005, dopo aver rescisso il contratto con i biancocelesti, passa ai concittadini della Roma. Nel 2006 è acquistato dal Genoa, quindi nel 2008 va in prestito all'Ancona, in Serie B. Esordisce tra i professionisti il 30 agosto dello stesso anno, nella gara del torneo cadetto contro il Treviso, realizzando poi il primo gol il 29 marzo 2009 all'Empoli.
Ritornato a Genova, viene nuovamente ceduto in prestito, questa volta in Prima Divisione alla Reggiana, con cui debutta il 23 agosto 2009 contro il Lanciano, prima di rispondere alla convocazione in maglia azzurra per il mondiale under 20. Il 28 gennaio 2010 passa, ancora con la formula del prestito, al Viareggio, sempre in Prima Divisione, squadra con la quale mette a referto 9 gol in 13 partite.
Il 7 luglio 2010 il Genoa cede in comproprietà il cartellino del giocatore al Varese, sodalizio appena promosso in Serie B. Dopo 6 apparizioni in campionato, e 2 presenze con 2 reti in Coppa Italia con la maglia biancorossa, a metà del gennaio 2011 va in prestito al Pavia, dove in Prima Divisione sigla 7 gol in 15 match.
Nel giugno successivo, concluso il periodo ai pavesi, torna a far parte della rosa del Varese, che ne rinnova la comproprietà con il Genoa. Il 30 agosto seguente la società lombarda presta il giocatore al Carpi, società neopromossa in Prima Divisione. Eusepi scende in campo per la prima volta con gli emiliani il 4 settembre 2011, nella prima giornata di campionato contro la Tritium, segnando il primo gol carpigiano nel 4-0 finale. In totale con i bancorossi disputa 37 partite condite da 8 gol.
Il 21 giugno 2012 Varese e Genoa risolvono la compartecipazione del giocatore in favore della squadra lombarda. Dopo sei mesi coi varesini, nei quali mette assieme 11 presenze nel campionato cadetto, durante il mercato invernale viene ceduto in prestito alla Pro Vercelli, nella stessa categoria.
Terminata la sua esperienza con le bianche casacche, il 22 luglio 2013 si trasferisce in prestito al Perugia, in Prima Divisione. Nell'unica stagione trascorsa in Umbria, con 13 gol in 30 partite Eusepi contribuisce alla vittoria del campionato e alla promozione dei grifoni, dopo nove anni, in Serie B; a fine torneo arriva anche il successo nella supercoppa di categoria.
Nonostante la volontà del giocatore di continuare a vestire la maglia biancorossa, al termine dell'annata il club perugino non riscatta l'attaccante, che torna così a Varese. Proprio i lombardi lo cedono a titolo definitivo, il 24 giugno 2014, al Benevento, in Lega Pro: in Campania conclude la sua miglior stagione sottoporta come capocannoniere del girone – in coabitazione con Caturano del Melfi –, con 18 reti segnate che portano i giallorossi ai play-off, tuttavia persi ai preliminari dinanzi al Como.
La stagione seguente raggiunge ugualmente la Serie B venendo acquistato, il 14 luglio 2015, dalla neopromossa Salernitana. Tuttavia, dopo non aver trovato spazio né reti tra le file dei campani, il 12 gennaio 2016 torna in Lega Pro, acquistato dal Pisa. Segna la sua prima rete in nerazzurro il 5 marzo seguente, in occasione del pareggio 1-1 sul campo del Rimini; una settimana più tardi sigla una doppietta nella vittoria 2-0 sul Savona. A fine stagione festeggia la promozione in Serie B con il club pisano, andando a segno nei minuti di recupero della finale di ritorno dei play-off contro il Foggia, gara finita 1-1.
Rimane in Toscana anche nella prima parte della stagione seguente, giocando 17 partite e segnando 3 reti. Il 27 gennaio 2017 passa in prestito ai pari categoria dell'Avellino, con cui esordisce il giorno seguente in occasione della gara interna contro l'Entella. Dopo il campionato 2017-2018 in cui torna nei ranghi del club pisano, nel biennio seguente viene dirottato in prestito in Piemonte, dapprima al Novara e poi all'Alessandria, club quest'ultimo che ne riscatta il cartellino nell'estate 2020.
In due anni mette insieme 65 presenze e 23 gol contribuendo nel 2021 alla promozione alessandrina in Serie B. Tuttavia nell'estate seguente rimarrà a giocare in Serie C poiché il 31 agosto viene ceduto in prestito alla Juve Stabia. Il 27 agosto 2022 viene ceduto a titolo definitivo al Lecco.
Il 1º febbraio 2024 scende di categoria passando al Monterosi Tuscia. Nell'estate seguente si accasa alla Sambenedettese, in Serie D, raggiungendo a fine campionato con i marchigiani la promozione in Serie C.

### Nazionale
Eusepi ha esordito in maglia azzurra con la nazionale under 18 il 4 aprile 2007, contro i pari età della Slovacchia, segnando l'unica rete della partita.
Con la nazionale under 19 ha partecipato alle qualificazioni per l'europeo di categoria del 2008 e alla successiva fase finale in Repubblica Ceca, nella quale Eusepi ha disputato 3 partite, tra cui la finale persa contro la Germania, tutte subentrando dalla panchina.
Nel 2009 ha poi preso parte con la nazionale under 20 al mondiale di categoria, nel quale ha giocato tre match, di cui due come titolare, e segnato un gol nella terza partita del girone eliminatorio, ai padroni di casa dell'Egitto.

## Statistiche

### Presenze e reti nei club
Statistiche aggiornate al 20 maggio 2025.
| Stagione           | Squadra            | Campionato         | Campionato | Campionato | Coppe nazionali | Coppe nazionali | Coppe nazionali | Coppe continentali | Coppe continentali | Coppe continentali | Altre coppe | Altre coppe | Altre coppe | Totale | Totale |
| Stagione           | Squadra            | Comp               | Pres       | Reti       | Comp            | Pres            | Reti            | Comp               | Pres               | Reti               | Comp        | Pres        | Reti        | Pres   | Reti   |
| ------------------ | ------------------ | ------------------ | ---------- | ---------- | --------------- | --------------- | --------------- | ------------------ | ------------------ | ------------------ | ----------- | ----------- | ----------- | ------ | ------ |
| 2008-2009          | Ancona             | B                  | 12+2       | 1          | CI              | 0               | 0               | -                  | -                  | -                  | -           | -           | -           | 14     | 1      |
| 2009-gen. 2010     | Reggiana           | 1D                 | 3          | 0          | CI+CI-LP        | 0               | 0               | -                  | -                  | -                  | -           | -           | -           | 3      | 0      |
| gen.-giu. 2010     | Viareggio          | 1D                 | 13+2       | 9          | -               | -               | -               | -                  | -                  | -                  | -           | -           | -           | 15     | 9      |
| 2010-gen. 2011     | Varese             | B                  | 6          | 0          | CI              | 2               | 2               | -                  | -                  | -                  | -           | -           | -           | 8      | 2      |
| gen.-giu. 2011     | Pavia              | 1D                 | 15         | 7          | -               | -               | -               | -                  | -                  | -                  | -           | -           | -           | 15     | 7      |
| lug.-ago. 2011     | Varese             | B                  | 0          | 0          | CI              | 1               | 0               | -                  | -                  | -                  | -           | -           | -           | 1      | 0      |
| 2011-2012          | Carpi              | 1D                 | 32+4       | 8          | CI-LP           | 1               | 0               | -                  | -                  | -                  | -           | -           | -           | 37     | 8      |
| 2012-gen. 2013     | Varese             | B                  | 11         | 0          | CI              | 0               | 0               | -                  | -                  | -                  | -           | -           | -           | 11     | 0      |
| Totale Varese      | Totale Varese      | Totale Varese      | 17         | 0          |                 | 3               | 2               |                    | -                  | -                  |             | -           | -           | 20     | 2      |
| gen.-giu. 2013     | Pro Vercelli       | B                  | 17         | 1          | -               | -               | -               | -                  | -                  | -                  | -           | -           | -           | 17     | 1      |
| 2013-2014          | Perugia            | 1D                 | 30         | 14         | CI+CI-LP        | 1+1             | 0+1             | -                  | -                  | -                  | SdL-1D      | 1           | 0           | 30     | 15     |
| 2014-2015          | Benevento          | LP                 | 35+1       | 18         | CI+CI-LP        | 2               | 0               | -                  | -                  | -                  | -           | -           | -           | 38     | 18     |
| 2015-gen. 2016     | Salernitana        | B                  | 10         | 0          | CI              | 3               | 0               | -                  | -                  | -                  | -           | -           | -           | 13     | 0      |
| gen.-giu. 2016     | Pisa               | LP                 | 16+5       | 3+1        | CI+CI-LP        | -               | -               | -                  | -                  | -                  | -           | -           | -           | 21     | 4      |
| 2016-gen. 2017     | Pisa               | B                  | 17         | 3          | CI              | 0               | 0               | -                  | -                  | -                  | -           | -           | -           | 17     | 3      |
| gen.-giu. 2017     | Avellino           | B                  | 13         | 3          | CI              | -               | -               | -                  | -                  | -                  | -           | -           | -           | 13     | 3      |
| 2017-2018          | Pisa               | C                  | 33+2       | 8          | CI+CI-C         | 2+0             | 3+0             | -                  | -                  | -                  | -           | -           | -           | 37     | 11     |
| Totale Pisa        | Totale Pisa        | Totale Pisa        | 66+7       | 14+1       |                 | 2               | 3               |                    | -                  | -                  |             | -           | -           | 75     | 18     |
| 2018-2019          | Novara             | C                  | 34+3       | 8+2        | CI+CI-C         | 1+1             | 1+0             | -                  | -                  | -                  | -           | -           | -           | 39     | 11     |
| 2019-2020          | Alessandria        | C                  | 25+2       | 9+3        | CI+CI-C         | 0+1             | 0               | -                  | -                  | -                  | -           | -           | -           | 28     | 13     |
| 2020-2021          | Alessandria        | C                  | 32+6       | 11         | CI              | 1               | 2               | -                  | -                  | -                  | -           | -           | -           | 39     | 13     |
| ago. 2021          | Alessandria        | B                  | 0          | 0          | CI              | 1               | 0               | -                  | -                  | -                  | -           | -           | -           | 1      | 0      |
| Totale Alessandria | Totale Alessandria | Totale Alessandria | 57+8       | 20+3       |                 | 3               | 2               |                    | -                  | -                  |             | -           | -           | 68     | 26     |
| 2021-2022          | Juve Stabia        | C                  | 26         | 8          | CI-C            | 0               | 0               | -                  | -                  | -                  | -           | -           | -           | 26     | 8      |
| 2022-2023          | Lecco              | C                  | 7          | 2          | CI-C            | 0               | 0               | -                  | -                  | -                  | -           | -           | -           | 7      | 2      |
| 2023-feb. 2024     | Lecco              | B                  | 12         | 1          | CI              | 0               | 0               | -                  | -                  | -                  | -           | -           | -           | 12     | 1      |
| Totale Lecco       | Totale Lecco       | Totale Lecco       | 19         | 3          |                 | 0               | 0               |                    | -                  | -                  |             | -           | -           | 19     | 3      |
| feb.-giu. 2024     | Monterosi Tuscia   | C                  | 14+2       | 7          | -               | -               | -               | -                  | -                  | -                  | -           | -           | -           | 16     | 7      |
| 2024-2025          | Sambenedettese     | D                  | 28+2       | 15+2       | CI-D            | 1               | 0               | -                  | -                  | -                  | -           | -           | -           | 31     | 17     |
| Totale carriera    | Totale carriera    | Totale carriera    | 472        | 136        |                 | 19              | 9               |                    | -                  | -                  |             | 1           | 0           | 492    | 146    |

### Cronologia presenze e reti in nazionale
| Cronologia completa delle presenze e delle reti in nazionale ― Italia under 20 | Cronologia completa delle presenze e delle reti in nazionale ― Italia under 20 | Cronologia completa delle presenze e delle reti in nazionale ― Italia under 20 | Cronologia completa delle presenze e delle reti in nazionale ― Italia under 20 | Cronologia completa delle presenze e delle reti in nazionale ― Italia under 20 | Cronologia completa delle presenze e delle reti in nazionale ― Italia under 20 | Cronologia completa delle presenze e delle reti in nazionale ― Italia under 20 | Cronologia completa delle presenze e delle reti in nazionale ― Italia under 20 |
| Data                                                                           | Città                                                                          | In casa                                                                        | Risultato                                                                      | Ospiti                                                                         | Competizione                                                                   | Reti                                                                           | Note                                                                           |
| ------------------------------------------------------------------------------ | ------------------------------------------------------------------------------ | ------------------------------------------------------------------------------ | ------------------------------------------------------------------------------ | ------------------------------------------------------------------------------ | ------------------------------------------------------------------------------ | ------------------------------------------------------------------------------ | ------------------------------------------------------------------------------ |
| 19-11-2008                                                                     | Como                                                                           | Italia under 20                                                                | 0 – 0                                                                          | Svizzera under 20                                                              | Torneo Quattro Nazioni                                                         | -                                                                              | 46’                                                                            |
| 31-3-2009                                                                      | Londra                                                                         | Inghilterra under 20                                                           | 2 – 0                                                                          | Italia under 20                                                                | Amichevole                                                                     | -                                                                              | 46’                                                                            |
| 19-5-2009                                                                      | Biella                                                                         | Italia under 20                                                                | 0 – 1                                                                          | Germania under 20                                                              | Torneo Quattro Nazioni                                                         | -                                                                              | 60’                                                                            |
| 25-9-2009                                                                      | Il Cairo                                                                       | Paraguay under 20                                                              | 0 – 0                                                                          | Italia under 20                                                                | Mondiali Under-20 2009 - 1º turno                                              | -                                                                              | 44’ 72’                                                                        |
| 1-10-2009                                                                      | Il Cairo                                                                       | Italia under 20                                                                | 2 – 4                                                                          | Egitto under 20                                                                | Mondiali Under-20 2009 - 1º turno                                              | 1                                                                              | 36’                                                                            |
| 9-10-2009                                                                      | Suez                                                                           | Italia under 20                                                                | 2 – 3                                                                          | Ungheria under 20                                                              | Mondiali Under-20 2009 - Quarti di finale                                      | -                                                                              | 46’                                                                            |
| Totale                                                                         |                                                                                | Presenze                                                                       | 6                                                                              |                                                                                | Reti                                                                           | 1                                                                              |                                                                                |

| Cronologia completa delle presenze e delle reti in nazionale ― Italia under 19 | Cronologia completa delle presenze e delle reti in nazionale ― Italia under 19 | Cronologia completa delle presenze e delle reti in nazionale ― Italia under 19 | Cronologia completa delle presenze e delle reti in nazionale ― Italia under 19 | Cronologia completa delle presenze e delle reti in nazionale ― Italia under 19 | Cronologia completa delle presenze e delle reti in nazionale ― Italia under 19 | Cronologia completa delle presenze e delle reti in nazionale ― Italia under 19 | Cronologia completa delle presenze e delle reti in nazionale ― Italia under 19 |
| Data                                                                           | Città                                                                          | In casa                                                                        | Risultato                                                                      | Ospiti                                                                         | Competizione                                                                   | Reti                                                                           | Note                                                                           |
| ------------------------------------------------------------------------------ | ------------------------------------------------------------------------------ | ------------------------------------------------------------------------------ | ------------------------------------------------------------------------------ | ------------------------------------------------------------------------------ | ------------------------------------------------------------------------------ | ------------------------------------------------------------------------------ | ------------------------------------------------------------------------------ |
| 25-4-2007                                                                      | Bryne                                                                          | Norvegia under 19                                                              | 4 – 1                                                                          | Italia under 19                                                                | Amichevole                                                                     | -                                                                              | 46’                                                                            |
| 3-6-2007                                                                       | Litochoro                                                                      | Italia under 19                                                                | 0 – 2                                                                          | Grecia under 19                                                                | Qual. Europeo Under-19 2007                                                    | -                                                                              | 57’                                                                            |
| 6-6-2007                                                                       | Katerini                                                                       | Croazia under 19                                                               | 3 – 1                                                                          | Italia under 19                                                                | Qual. Europeo Under-19 2007                                                    | -                                                                              | 77’                                                                            |
| 15-11-2007                                                                     | Castelfidardo                                                                  | Italia under 19                                                                | 3 – 1                                                                          | Croazia under 19                                                               | Qual. Europeo Under-19 2007                                                    | 1                                                                              | 63’                                                                            |
| 26-3-2008                                                                      | Fiuggi                                                                         | Italia under 19                                                                | 0 – 0                                                                          | Turchia under 19                                                               | Amichevole                                                                     | -                                                                              | 46’                                                                            |
| 14-7-2008                                                                      | Mladá Boleslav                                                                 | Grecia under 19                                                                | 1 – 1                                                                          | Italia under 19                                                                | Europeo Under-19 2008 - 1º turno                                               | -                                                                              | 73’                                                                            |
| 23-7-2008                                                                      | Plzeň                                                                          | Italia under 19                                                                | 1 – 0                                                                          | Ungheria under 19                                                              | Europeo Under-19 2008 - Semifinale                                             | -                                                                              | 85’                                                                            |
| 26-7-2008                                                                      | Jablonec nad Nisou                                                             | Germania under 19                                                              | 3 – 1                                                                          | Italia under 19                                                                | Europeo Under-19 2008 - Finale                                                 | -                                                                              | 78’                                                                            |
| Totale                                                                         |                                                                                | Presenze                                                                       | 8                                                                              |                                                                                | Reti                                                                           | 1                                                                              |                                                                                |

| Cronologia completa delle presenze e delle reti in nazionale ― Italia under 18 | Cronologia completa delle presenze e delle reti in nazionale ― Italia under 18 | Cronologia completa delle presenze e delle reti in nazionale ― Italia under 18 | Cronologia completa delle presenze e delle reti in nazionale ― Italia under 18 | Cronologia completa delle presenze e delle reti in nazionale ― Italia under 18 | Cronologia completa delle presenze e delle reti in nazionale ― Italia under 18 | Cronologia completa delle presenze e delle reti in nazionale ― Italia under 18 | Cronologia completa delle presenze e delle reti in nazionale ― Italia under 18 |
| Data                                                                           | Città                                                                          | In casa                                                                        | Risultato                                                                      | Ospiti                                                                         | Competizione                                                                   | Reti                                                                           | Note                                                                           |
| ------------------------------------------------------------------------------ | ------------------------------------------------------------------------------ | ------------------------------------------------------------------------------ | ------------------------------------------------------------------------------ | ------------------------------------------------------------------------------ | ------------------------------------------------------------------------------ | ------------------------------------------------------------------------------ | ------------------------------------------------------------------------------ |
| 4-4-2007                                                                       | Senec                                                                          | Slovacchia under 18                                                            | 0 – 1                                                                          | Italia under 18                                                                | Amichevole                                                                     | 1                                                                              |                                                                                |
| Totale                                                                         |                                                                                | Presenze                                                                       | 1                                                                              |                                                                                | Reti                                                                           | 1                                                                              |                                                                                |

## Palmarès

### Club

#### Competizioni giovanili
- Torneo Città di Arco: 1

Roma: 2005
- Torneo di Viareggio: 1

Genoa: 2007

#### Competizioni nazionali
- Campionato italiano di Lega Pro Prima Divisione: 1

Perugia: 2013-2014 (girone B)
- Supercoppa di Lega di Prima Divisione: 1

Perugia: 2014
- Campionato italiano di Serie D: 1

Sambenedettese: 2024-2025 (girone F)

### Individuale
- Capocannoniere della Lega Pro: 1

2014-2015 (girone C; 18 gol)